# La Gallera
La Gallera es un espacio memorial ubicado en la colonia Maclovio Rojas de Tijuana, Baja California, México, construido por familiares de personas desaparecidas en el periodo de la llamada guerra contra el narcotráfico, vecinos organizados, comunidad académica y estudiantil, colectivos, artistas, así como miembros de la sociedad civil.

## Antecedentes
En la colonia Maclovio Rojas de la ciudad de Tijuana, Baja California, México, en 2012 familiares de personas desaparecidas de este estado encontraron, después de una búsqueda de varios años, el predio conocido como “La Gallera”. En este sitio hallaron tambos, diversos artefactos y un conducto que conectaba con dos fosas que se calculó contenían alrededor de 17,500 litros de cuerpos humanos disueltos en sosa cáustica -masa orgánica como la llamó la Procuraduría General de la República, de los cuales no pudieron obtenerse muestras de ADN para hacer su respectiva identificación genética.
Este sitio era operado por Santiago Meza López  conocido como “El Pozolero”, parte de la cadena operativa del cártel de los Arellano Félix y bajo el mando del lugarteniente Teodoro García Simental, encargado de desaparecer personas sin vida con la técnica casera de disolución con químicos. Por tal labor recibía un pago de $600 dólares semanales, como él mismo lo declaró cuando lo detuvieron en 2009 junto con otros dos de sus colaboradores en el municipio de Tecate en el estado de Baja California.
“El pozolero”, en una inusual rueda de prensa bajo el mando logístico del Ejército mexicano, dentro de un predio de la colonia Ojo de Agua de la zona del Este de Tijuana, describía con lujo de detalle la forma en que desintegraba los cuerpos, la forma de disolverlos en serie con la finalidad de exterminarlos y que no quedara rastro alguno, usando ajos para disfrazar el olor, la masa residual que se formaba y la manera de almacenarla. Asimismo, señalaba que habían sido más de 300 cuerpos los que había disuelto en tres diferentes predios de colonias periféricas de esta ciudad:  Valle Bonito, Maclovio Rojas y Ojo de Agua, donde al paso del tiempo fue cambiando y perfeccionando su técnica de exterminio.
Esta noticia no era menor para familiares de este estado quienes llevaban años de búsqueda de sus desaparecidos, representaba una posibilidad de saber el paradero de sus ausentes y concluir con esa ardua labor que llevaban a cabo sin el apoyo de las autoridades. Sin embargo, ese predio de Ojo de Agua que había sido escenario del crimen y de aquella rueda de prensa fue abandonado por las autoridades, dejando la fosa abierta y quedando expuesta la masa orgánica ahí contenida; tampoco se realizaron los trabajos forenses o de laboratorio para buscar posibles coincidencias de ADN, ni hubo avances en las investigaciones para encontrar los otros dos predios en los que “el pozolero” confesaba haber dejado más restos.

Las otras dos fincas de las colonias de Valle Bonito y Maclovio Rojas fueron encontradas gracias a los esfuerzos de brigadas de búsqueda que desde el 2007 realizaban familiares aglutinados en diferentes colectivos de esta zona fronteriza, como la Asociación Esperanza o la Asociación Unidos por los Desaparecidos de Baja California. Fernando Ocegueda quien busca a su hijo desaparecido desde 2007 y es presidente de esta último grupo, después de recibir de manera anónima las declaraciones de Santiago Meza, encabeza estas búsquedas ciudadanas a partir de las descripciones y coordenadas que mencionaba, transitando por colonias consideradas focos rojos de la ciudad por la cantidad de delitos de alto impacto que presentaban, hechos que se agudizaron con la llamada Guerra contra las Drogas emprendida en 2006 por el entonces presidente Felipe Calderón.

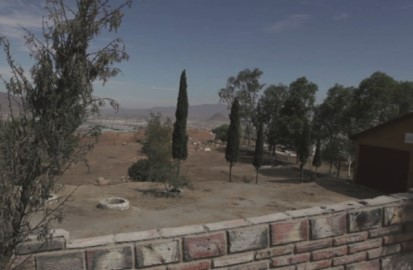
Predio de la colonia Valle Bonito
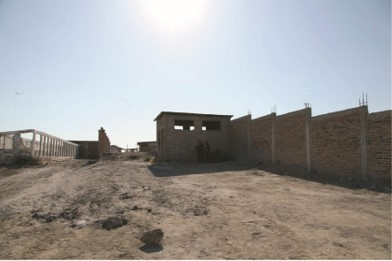
Predio de la colonia Maclovio Rojas
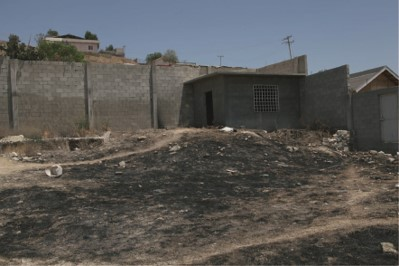
Predio de la colonia Ojo de Agua

## Resignificar el espacio y marcar la memoria
“La Gallera” fue llamada así pues en años anteriores a que este predio sirviera como casa de seguridad y extermino, albergaba un criadero y un pequeño redondel de peleas de gallos, por lo que su estructura conserva este diseño arquitectónico que ha sido rehabilitado e intervenido en diferentes momentos. Las ruinas de esta finca no sólo dan cuenta de este sangriento y mórbido pasado, sino también las que dejó el grupo liderado por Santiago Meza, que con su oficio de albañilería construyó un cuarto donde tenía los tambos, una instalación de gas y otras marcas que quedaron de aquel espacio que usaba de “cocina”.
Desde 2012 que fue encontrado este predio, los familiares, junto con miembros de la comunidad, pasaron diferentes etapas y discusiones para llegar a un punto de confluencia para recuperar este espacio, cambiarlo y convertirlo en uno de recuerdo, de encuentro y de reflexión. Desde 2013 se sumaron diversos actores de la sociedad civil de este estado, principalmente del Instituto de Investigaciones Culturales Museo (IIC-Museo) de la Universidad Autónoma de Baja California (UABC) de donde surgió el proyecto de investigación-acción llamado RECO, nombre que hacía alusión a tres procesos de la memoria por los que se deseaba transitar colectivamente: recordar, reconstruir y reconciliar.
Familiares y vecinos acompañados de esta comunidad universitaria llevaron a cabo diversas acciones encaminadas a: evocar el recuerdo de lo sucedido pero en un sentido de sanación, de reconstruirlo para cambiarlo por otro sentimiento, a marcar e intervenir los diversas zonas del predio y generar espacios para el encuentro, la reflexión y la difusión de los esfuerzos colectivos por resignificar ese espacio.

#### Prácticas de recuerdo y de sanación
- Bendición del predio - agosto de 2013
- Intervención del muro frontal - octubre de 2013
- Jornada de reconciliación - noviembre de 2013
- Siembra y oración por la paz - noviembre de 2013

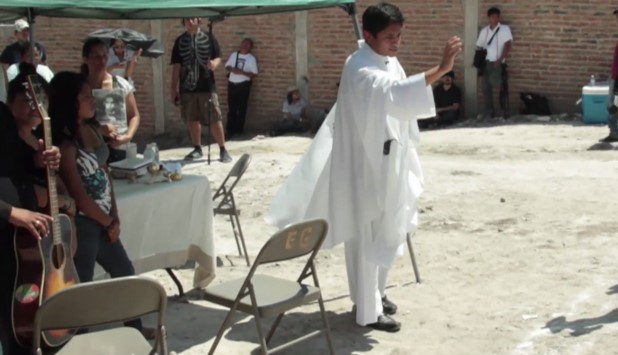
Padre bendiciendo el lugar antes de intervenirlo
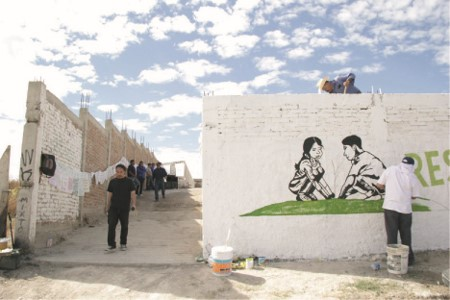
Realización de un mural en la entrada de La Gallera
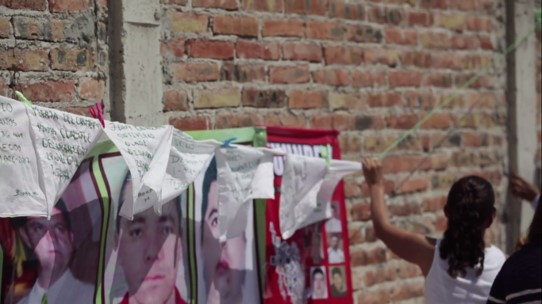
Madres colocando paños bordados durante la jornada de reconciliación
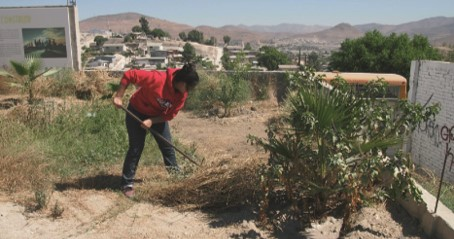
Siembra para la paz
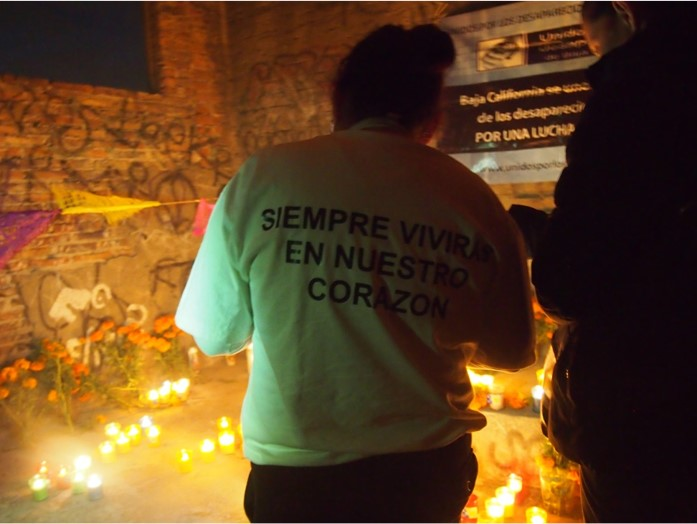
Altar para las víctimas

#### Intervención del espacio
- Apertura de espacio de memoria - febrero de 2014
- Mural Maclovio Color y Concreto
- Collage Memoria gráfica
- Esténcil Tres preguntas y un deseo
- Instalación Mándalas por la reconciliación
- Rehabilitación y renombramiento del Centro Comunitario Mahatma Gandhi - octubre de 2016

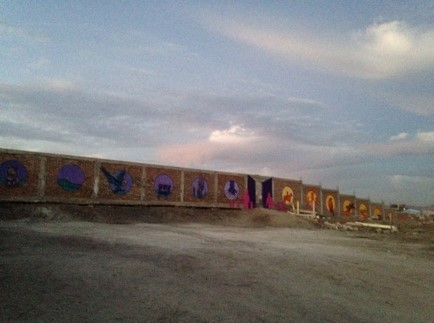
Mural Maclovio, color y concreto
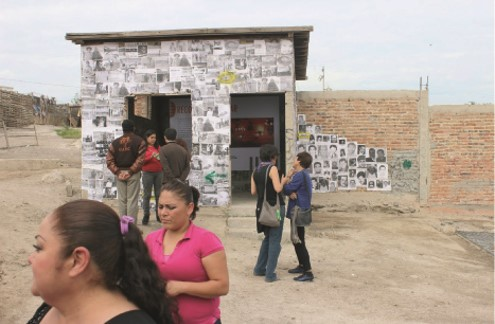
Collage Memoria Gráfica
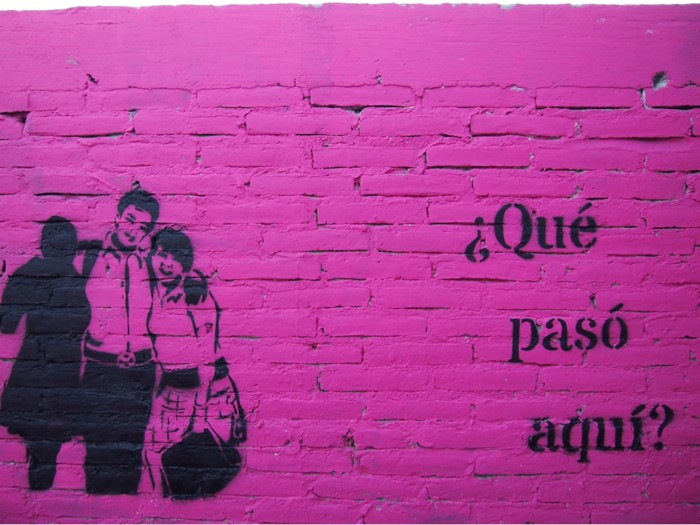
¿Qué pasó aquí?
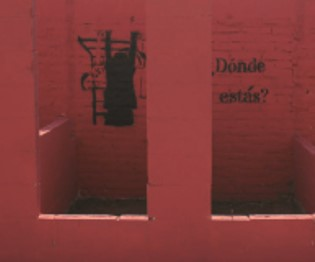
¿Dónde estás?
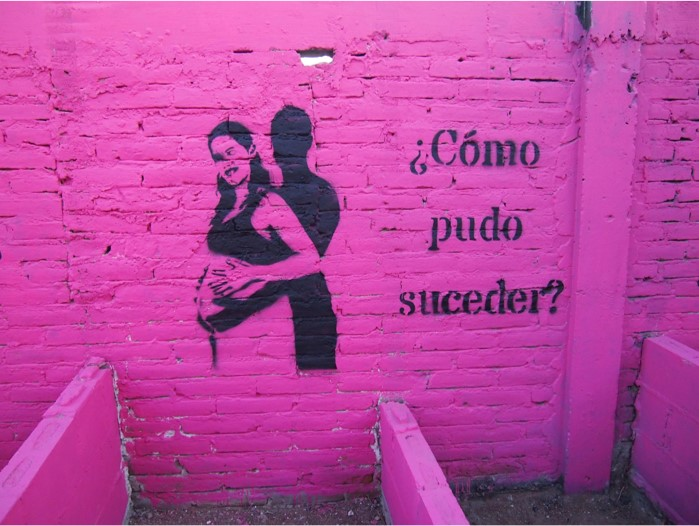
¿Cómo pudo suceder?
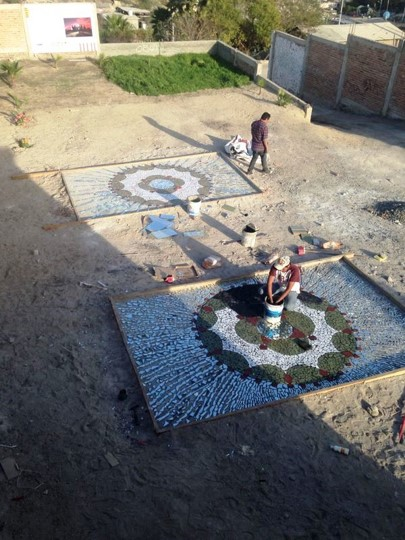
Mandalas por la reconciliación
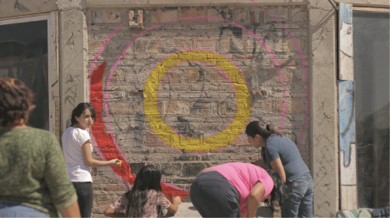
Rehabilitando el centro comunitario
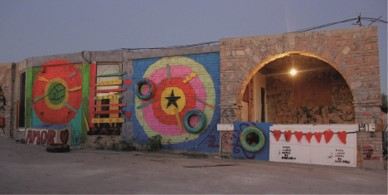
Centro Comunitario Mahatma Gandhi

#### Espacios de encuentro y reflexión
- Exposición RECO en el IIC Museo-UABC - marzo de 2016
- Jornada Memorias de la resistencia -Mexicali y Tijuana - octubre de 2016

## Los nuevos hallazgos en 2017
En declaraciones públicas, en agosto de 2017, Fernando Ocegueda habló de una nueva etapa de excavaciones en “la Gallera”, que a raíz de las declaraciones de un detenido se indicaba que aún había más restos humanos por otro cuadrante del predio no explorado en 2012, cinco años atrás cuando fue encontrado. Fue un trabajo conjunto con antropólogos forenses y peritos en genética de la Subprocuraduría Especializada en Investigación de Delincuencia Organizada (SEIDO), dependiente de la Procuraduría General de la República (PGR), así como miembros del Consejo Nacional de Seguridad.

Los tres periodos de excavación se concentraron en la parte del fondo del predio, detrás de la llamada “cocina” donde en apariencia el grupo encargado en desintegrar los cuerpos lanzaba los restos óseos que no se disolvían del todo y que no serían conducidos a las fosas. Fueron más de 100 kilos y más de 10 mil restos óseos humanos encontrados apenas a unos 40 centímetros de la superficie lo que se contabilizó de esta nueva jornada de trabajo forense, para posteriormente ser trasladados a los laboratorios del Consejo Nacional de Seguridad en la Ciudad de México, sin embargo, a la fecha no hay noticia alguna de resultados o cotejos positivos de identificación por ADN.

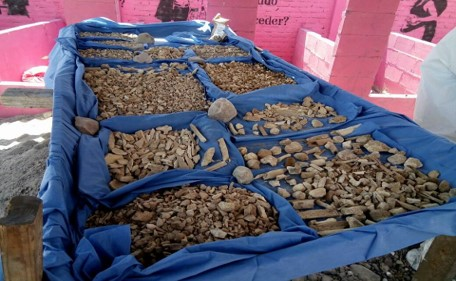
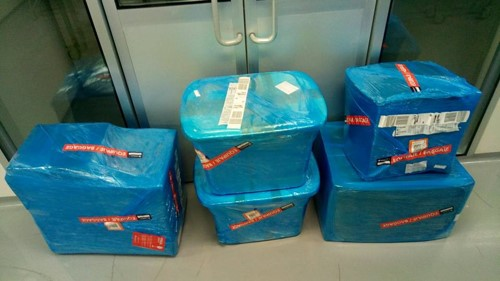

## Memorial de personas desaparecidas de Baja California
El 30 de agosto de 2018, Día Internacional de las Víctimas de Desapariciones Forzadas, en un acto dentro de “la Gallera” se inauguró el Memorial por los Desaparecidos de Baja California, donde se colocaron cientos de nombres de los desaparecidos del estado y se rehabilitó la “cocina” para cambiarla por una pequeña capilla para eventos religiosos. Entre los asistentes estaban Francisco Rueda Gómez, Secretario General de Gobierno de Baja California, Fernando Ocegueda, presidente de la Asociación Unidos por los Desaparecidos de Baja California, Hortensia Hernández, presidenta de la Unión de Posesionarios, vecinos y jefes de manzana de la colonia Maclovio Rojas, familiares de personas desaparecidas, así como el arzobispo de la arquidiócesis de Tijuana.
Esta ceremonia solemne comenzó con un minuto de silencio por las personas desaparecidas de este estado y con el histórico “pase de lista” donde se mencionaron decenas de nombres que la Asociación tiene registro, seguido por el grito colectivo de ¡presente!

Yo veo con mucha esperanza esta iniciativa de este parque memorial, es un ejemplo para México y esperemos sea el principio de otras iniciativas en otros lugares donde estos signos sensibles sean una expresión de consuelo, de solidaridad con la gente que está sufriendo; el dolor de los familiares es muy difícil de comprender pero queremos decirles que no están solos, queremos decirles que nosotros queremos unirnos a su dolor y expresarles nuestra solidaridad de tal forma que sea nuestra solidaridad como un bálsamo en medio de sus sufrimientos.
Fernando Ocegueda

De igual forma se escucharon testimonios de casos de personas desaparecidas desde 2007 hasta la fecha, enunciados con un tono de dolor pero también con una fuerte carga de reclamo para las autoridades, por la ineficiencia e insensibilidad de los funcionarios de los órganos de impartición de justicia. Por su parte, los vecinos de la colonia Maclovio Rojas expresaron su gusto por ver el cambio en ese espacio, una muestra de lo positivo de una colonia que ha sido estigmatizada como violenta e insegura, al tiempo que también ha sufrido de precariedad por el abandono del Estado.

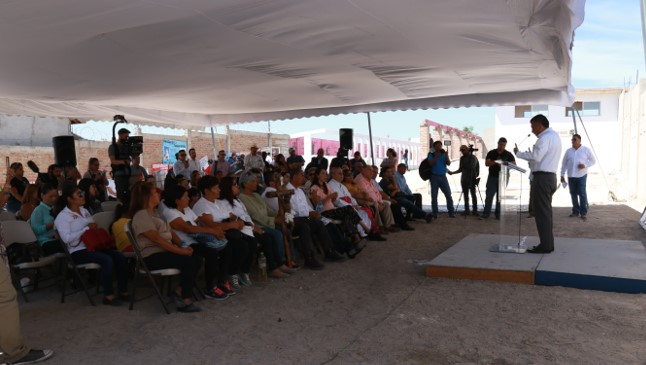
Acto de inauguración
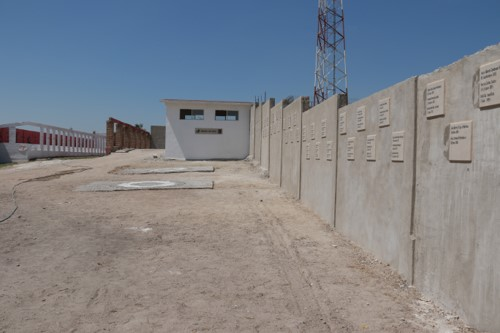
Vista general del Memorial